# Кашкетники
Кашке́тники (укр. кашкетники, буквально «фуражечники», «картузники») — религиозное объединение, незарегистрированная община консервативных протестантов. По состоянию на 2017—2018 годы, их численность составляла около 2000 человек, проживающих в основном в восьми сёлах на Западной Украине: Космирин, Стенка и Сновидов Чортковского района Тернопольской области, Мостище, Будзин и Делева Ивано-Франковского района Ивано-Франковской области Украины.
Как мужчины, так и женщины из этой общины обычно не показываются на людях с непокрытыми головами или в коротких одеждах. Мужчины сызмала носят фуражки или картузы (укр. кашкети), потому местные сельские жители, не разделяющие их верований, прозвали этих людей «кашкетниками». Под влиянием публикаций в некоторых СМИ кашкетников стали называть также «амишами» или «украинскими амишами», хоть для этого и нет никаких оснований. Сами верующие называют себя теми, кто «молится Живому Богу», или «простаками».
Женщины носят разноцветные платки, следуя слову Василия Луцкого (укр. Василя Луцького): «волос — это слава, а славу нужно прикрывать. На то у девушки платок, а у парня — картуз. Почему платки такие яркие? Потом что написано, что народ Божий должен отделяться от мира. Вот мы и отделяемся — и жизнью, и одеждой». Из-за платков ярких цветов этим женщинам сторонние люди дали такие прозвища, как «плато́чницы» (укр. хустинники), «светофоры» (світлофори), «фломастеры».

## История
Насколько можно судить по рассказам местных жителей и сохранившимся архивным документам, это религиозное течение возникло на почве местного пятидесятничества, пришедшего в приднестровские сёла в начале 1920-х годов.
Первая мировая война и последовавшие за ней распад империй, украинско-польский и польско-советский конфликты, польская оккупация, продолжавшаяся местами до 1922 года партизанская война, длительный паралич культурной и религиозной жизни во многих местностях — всё это привело к резкому изменению социально-религиозной ситуации в сёлах Галичины. Крах прежнего уклада жизни сопровождался крахом прежнего мировоззрения у многих людей. Большую роль сыграли массовые перемещения людей — солдат, пленных, беженцев, эвакуированных, которые в местах вынужденного пребывания — в армии, лагерях, местах расселения — нередко встречались с носителями радикальных религиозных и социальных идей, а потом возвращались домой с теми идеями. Другим источником новых для Западной Украины религиозных идей была трудовая эмиграция украинцев в Америку, где ещё задолго до Первой мировой войны они нередко примыкали к различным течениям протестантизма. Уже в 1920 году в Равском и Городоцком уездах Галичины возникли первые общины баптистов-евангеликов. Тогда же первые кашкетники появились в приднестровских сёлах близ городов Тлумач и Бучач.
С тех пор уже сменилось около пяти поколений кашкетников, и у современных остались весьма туманные представления о событиях 1920-х годов, положивших начало их религиозному объединению. Один из главных (укр. чільних) членов общины, 1981 года рождения, пожелавший остаться неизвестным, в беседе с исследователями Романом Скакуном и Владимиром Морозом, состоявшейся в 2017—2018 году, так описывал зарождение религиозной общины:

С одного мужика начиналось […]. Когда была ещё австрийская война, он куда-то был вывезен, и там были верующие люди […]. Перестали в церковь ходить; образо́в у нас нет, видите — они другой жизнью [начали жить]. Они держались [вместе], было много людей: и на Делеве, и в Сокирчине, и в Костыльниках, Рублине, Сновидове, Стенке, Набережной… Они не называли себя никаким именем. Просто верили в Бога — христиане [В. К.].
Оригинальный текст (укр.)З одного чоловіка починалося […]. Як була ще австрійська війна, то він десь був вивезений, і там були вірующі люди […]. Зачали до церкви не ходити, образів у нас нема, видите, — вони інакшим життям [почали жити]. Вони трималися [купи], було багато людей: і на Делевій, і в Сокирчині, у Костільниках, Рублині, Сновидові, Стінці, Набережній… Вони не називали себе іменем ніяким. Просто вірили в Бога — християни [В. К.].

Документальных свидетельств раннего периода истории кашкетников найти не удалось. Это религиозное объединение не упоминается ни в архивных документах Станиславовского и Тернопольского воеводств, ни в антисектантских публикациях и архивах Грекокатолической церкви — при том, что Свидетели Иеговы, жившие в 1920-х годах в сёлах Золотой Поток и Делева, упоминаются. Современные научные труды по истории евангельских христиан-баптистов или пятидесятников на Украине также умалчивают о местностях, где в те годы появились кашкетники, за исключением одной работы Владимира Франчука (укр. Володимир Франчук), в которой кратко упоминается пятидесятническая община в селе Сокирчин. И лишь в конце 1968 года референт уполномоченного по делам религий Ивано-Франковской области Пирогов занялся исследованием религиозной общины кашкетников путём опросов верующих; его записи сохранились в архиве.
Насколько можно понять по имеющимся источникам, после Первой мировой войны в село Рублин около Золотого Потока вернулся из российского плена местный житель по фамилии Франко, а по имени Роланд (укр. Ролянд) либо Василий (Василь), ранее бывший солдатом австрийской армии. Где-то в России он обратился в евангельскую веру пятидесятнического толка и, вернувшись домой, начал проповедовать её сначала в родном селе, потом в соседних сёлах на обеих берегах Днестра, в том числе в Космирине и его присёлке Повые (укр. Повиї; ныне Набережна). В середине 1920-х годов его последователи появились в селе Стенка (укр. Стінка), затем в сёлах Сновидово и Костильники (укр. Костільники), Делево и Сокирчин, Подвербца (Підвербця) и Олеша. В последнем с 1919 года жил другой бывший солдат австрийской армии — Пётр Шкурат (Петро Шкурат), тоже попавший в российский плен и в Елисаветграде обратившийся в евангельскую веру; в 1934 году он обрёл единоверцев, познакомившись с общиной Делева.
К концу 1920-х образовалась религиозная община людей, которые противопоставляли себя местным грекокатоликам, утверждая, что те вовсе не читают Библию, а только в церкви священника слушают. Новообращённые называли себя просто «верующими». Перестав ходить в храмы и почитать иконы, они вместо этого стали собираться читать Священное Писание. Центром сообщества стало село Космирин, где в конце 1920-х — начале 1930-х годов активно проповедовал Михаил Дзивульский (укр. Михайло Дзівульський), а в более поздние советские времена — местный житель Иван Деркач (Іван Деркач; 1927—2009). В село Кутище эта вера пришла уже после Второй мировой войны, в 1945 году.

## Название
Участники данного религиозного объединения изначально избегали употребления конфессиональных наименований по отношению к себе, и обычно называют себя просто «верующими», «христианами», «простаками» или же теми, кто «молится Живому Богу». Утверждают, что и они, и все, кто верит в Библию и Христа — на самом деле одной веры, которая не имеет названия, но при этом отличают себя от «исследователей Священного Писания» («Свидетелей Иеговы»), которые также появились в этих местах в 1920-х годах.
Живущие неподалёку от них сельчане других вероисповеданий (в основном, православные и грекокатолики) тоже часто называют кашкетников просто «верующими» (укр. віруючими), хотя верующими можно назвать и тех же православных, и грекокатоликов, и последователей любых других направлений христианства. В устной народной речи распространены несколько ироничных названий участников данного религиозного объединения: «кашке́тники» (от укр. кашке́т — фуражка, картуз, который обычно носят мужчины), «плато́чечники» (укр. хусти́нники, от хусти́нка — платочек, головной платок, который носят женщины из этой общины), «простаки» (укр. простаки) — в смысле живущие в духе опрощенства, «тёмные» (укр. темні) — потому что живут в домах без электрического освещения. Некоторые называют кашкетников «староверами» или даже почему-то «язычниками».
При таком разнообразии наименований и отсутствии общепринятого названия и самоназвания религиозного объединения, некоторые журналисты называют его «безымянной общиной», но большинство нашли выход в том, чтобы называть этих «верующих» амишами, отождествляя с американскими анабаптистами, часть которых так же избегает современных технологий и пытается жить по стандартам XVIII века. При определённом внешнем сходстве тех и этих верующих, нет свидетельств существования какой-либо связи между кашкетниками и амишами в настоящем или в прошлом, и отождествление одних с другими выглядит явно абсурдным. Но несмотря на это, наименование «амиши» доминирует в журналистских материалах и под влиянием телевизора принялось даже среди жителей сёл, в которых живут кашкетники.

## Вероучение и религиозная практика
Происхождение вероучения, принесённого Франко и Шкуратом, достоверно не установлено. Сомнительно, чтобы они, находясь в российском плену на территории современной Украины (а тогда — Российской Империи), могли встретиться с пятидесятниками, поскольку они вернулись домой задолго до того, как Иван Воронаев начал распространять пятидесятничество на юге Украины. В то же время идеи крещения Святым Духом, получения от него даров пророчества, исцеления, глоссолалии — были не чужды украинским штундистам различных течений. В результате такого сходства в религиозной практике и в польские, и в советские времена кашкетников нередко относили к пятидесятникам; местные власти до сих пор их так называют, хотя вопрос о том, от какой группы пятидесятников кашкетники переняли веру, и переняли ли — остаётся открытым. Но есть достаточно надёжные указания на то, что в межвоенный период общины кашкетников налаживали связи с организациями пятидесятников, и потому происхождение кашкетничества от пятидесятничества представляется вполне вероятным.
Вероучение кашкетников основано на Библии и словах основателя движения Ивана Деркача. Он утверждал, что для спасения души нужно жить в простоте, не ходить в другие церкви и не пьянствовать. Также не дозволяется иметь собственный автотранспорт, пользоваться электроэнергией и природным газом; особо следует избегать радио, телевидения и Интернета.
Не имеют храмов, молитвенных домов и других культовых сооружений, проводят домашние религиозные собрания по субботам. Не празднуют никаких праздников.
Умерших хоронят на погосте, но крестов на могилы не ставят, поминок не справляют, мест захоронения родственников не посещают, но на могилу Ивана Деркача иногда приходят помолиться.

## Образ жизни и культура
Среди множества религиозных сообществ Западной Украины кашкетники выделяются бо́льшим неприятием благ современной цивилизации. Так, наиболее радикальные баптисты и пятидесятники тех мест также по религиозным соображениям не имеют дома телевизоров и компьютеров, но кашкетники вообще отказываются подключаться к электрическим и газовым сетям, пользоваться современной бытовой техникой, иметь собственные автомобили (вместо них некоторые имеют конные повозки), использовать современные материалы в строительстве своих домов.
Большинство в общине не имеют телефонов, автомобилей, компьютеров. Довольствуются керосиновыми лампами, угольными утюгами и стиральными досками. Если кашкетники приобретают дома с удобствами у иноверцев или неверующих, обычно сразу же отключают их от электро- и газоснабжения, иногда выбрасывают плитку и бетон, обмазывают стены глиной, устанавливают дровяные печи, пластиковые окна меняют на деревянные собственного изготовления. Мужчины часто работают на выездах, в том числе за границей, женщины обычно не работают, а занимаются домашним хозяйством и детьми. Кашкетники не участвуют в выборах и отказываются брать в руки оружие.
В брак чаще всего вступают рано, но до заключения брака будущие супруги не встречаются; жених должен договариваться с родителями избранной девушки. Семьи обычно многодетные — рожают «сколько Бог даст», не приемлют контрацепцию, а тем более аборты, потому что «душегубцы царства Божьего не наследуют». По словам заведующего местной медицинской лабораторией Ивана Вацлавого (укр. Івана Вацлавого), с высокой рождаемостью у кашкетников сочетается значительная младенческая смертность. Кашкетники часто отказываются от государственных выплат на своих детей, хотя некоторые из них в недавнее время решили иначе.